# Vadia
Vadia là một thị trấn thống kê (census town) của quận Narmada thuộc bang Gujarat, Ấn Độ.

## Nhân khẩu
Theo điều tra dân số năm 2001 của Ấn Độ, Vadia có dân số 4479 người. Phái nam chiếm 59% tổng số dân và phái nữ chiếm 41%. Vadia có tỷ lệ 84% biết đọc biết viết, cao hơn tỷ lệ trung bình toàn quốc là 59,5%: tỷ lệ cho phái nam là 90%, và tỷ lệ cho phái nữ là 76%. Tại Vadia, 6% dân số nhỏ hơn 6 tuổi.